# Gaston Crunelle
Pour les articles homonymes, voir Crunelle.
Gaston Crunelle (1898-1990) est un flûtiste et professeur de flûte français. 
Il a formé de 1941 à 1969 au Conservatoire de Paris situé à l'époque rue de Madrid plus de 135 premiers prix de flûtes.
Jean-Pierre Rampal (premier prix 1944) lui succéda en 1969.
Outre Jean-Pierre Rampal, il a formé de nombreux musiciens : Maxence Larrieu, Pol Mule, Jean-Louis Beaumadier, Roger Cotte, James Galway. Parmi beaucoup d'autres, le compositeur de musique de film Carlos Leresche.